# 菟原
菟原（うない、旧仮名遣：うなひ）は兵庫県芦屋市および神戸市東灘区付近を中心とした古地名。『万葉集』には菟名日、宇名比の他に「菟原」の表記があり、そこから「うはら」と読むようになったと考えられる。
『和名抄』には「摂津国菟原郡宇波良（うはら）」とある。